# گمینا خومیتس
گمینا خومیتس (به لهستانی:  Gmina Chełmiec) یک گمینا در لهستان است که در شهرستان نوو سانچ واقع شده‌است. گمینا خومیتس ۱۱۲٫۰۱ کیلومتر مربع مساحت و ۲۴٬۴۷۳ نفر جمعیت دارد.